# Packman & Poppe (motocicleta)
Packman & Poppe (P&P) fou una empresa fabricant de motocicletes britànica que va ser fundada per Erling Poppe i Gilmour Packman. L'empresa, amb seu a Coventry, va produir la seva primera motocicleta el 1922, amb un motor de dos temps de 250 cc, a la qual van seguir el 1923 dos models: un d'equipat amb motor JAP V-twin de vàlvula lateral de 976 cc i l'anomenat Silent Three, amb motor de vàlvula de camisa Barr and Stroud de 350 cc.
Packman & Poppe va inscriure tres motos al TT de l'illa de Man de 1925. Aquell mateix any, Gilmour Packman va resultar ferit en una disputa amb un venedor i es va morir i, més tard, la fàbrica de Packman & Poppe va ser destruïda en un incendi. El 1926, l'empresa es va vendre a John Wooler, qui en va mantenir la producció fins a la Gran Depressió, el 1930.